# Тазьба, Леонид Владимирович

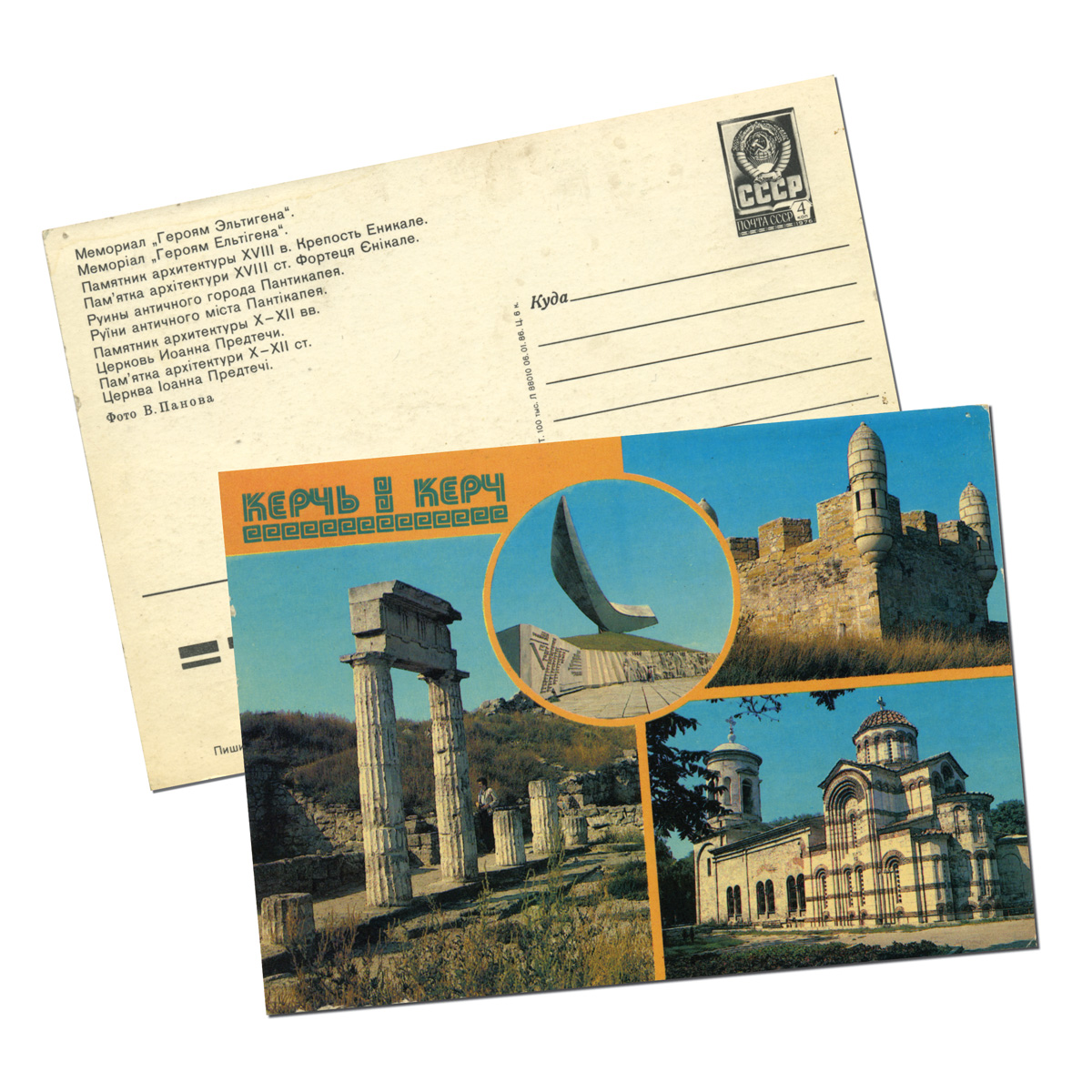
Мемориал «Парус» на почтовой открытке с достопримечательностями г. Керчь.

Леони́д Влади́мирович Та́зьба (родился 3 апреля 1932) — российский скульптор-монументалист, архитектор.

## Биография
В 1952 г. окончил художественное училище им.1905 года. В 1958 г. окончил МГАХИ имени Сурикова. Член Союза художников СССР, Союза художников России, Московского Союза художников, Союза Архитекторов. Участник многих выставок — московских, республиканских, всесоюзных, международных и зарубежных. Автор памятников и других монументальных произведений. Имеет награды, ветеран труда.
- Участник Конституционного Совещания 1993г. (по предложению Тазьбы понятие "равенство" заменено на "равноправие")
- Стипендиат Президента России 2004 года.
- Член Международной Лиги защиты культуры.
- Член Федерального научно-методического Совета по сохранению культурного наследия при Министерстве культуры РФ.
- С 1997 года координатор Координационного совета творческих Союзов г. Москвы.
- С 2014 почётный координатор Координационного совета творческих Союзов г. Москвы.

## Награды
- Награждён бронзовой медалью ВДНХ за памятники погибшим воинам в Великой Отечественной войне, установленные в КиргизииМемориал «Парус», вид с Керченского пролива

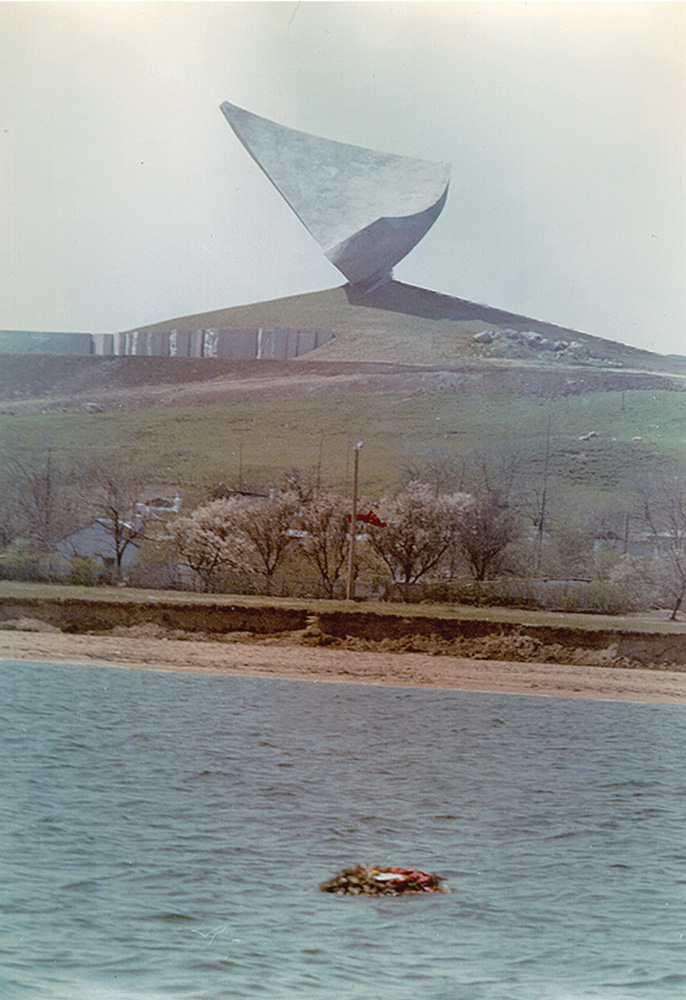
Мемориал «Парус», вид с Керченского пролива

- Награждён медалью «В память 850-летия Москвы»
- Награждён Почётной грамотой Министерства культуры Российской Федерации «за большой вклад в развитие изобразительного искусства»
- Награждён медалью Союза Архитекторов «За преданность содружеству зодчих»
- Отмечен почётным знаком «Отличник шефства над Вооружёнными Силами»
- В 2008 г. на международной выставке «Традиции и современность» награждён дипломом «Аплодисменты жюри».
- Награждён Медалью ордена «За заслуги перед отечеством» II степени.
- В 2015 г. Центробанком выпущена монета «Керченско-Эльтигенская десантная операция» с изображением памятника героям Эльтигена «Парус».
- Модель обелиска “Парус”, Мемориального комплекса Героев Эльтигенского десанта (г. Керчь), находится в Государственном научно-исследовательском музее архитектуры имени А.В. Щусева.
- Монументальные произведения Леонида Тазьбы получили широкое признание общественности.

## Творчество
- Главным произведением скульптора является Архитектурно-пространственный Комплекс «Героям Эльтигенского десанта» в Городе-Герое Керчь (1966—1985 г.г.). Обелиск Парус, будучи произведением искусства, раскрывает духовное содержание события 1943 г. на Эльтигене. Парус стал символом вечности воинской славы россиян, начавших освобождение Юга России от немецко-фашистских захватчиков. Этот памятник, не имеющий аналогов по своему пластическому выражению героизма советских воинов, назван «образцом синтеза архитектуры и скульптуры». Летящая пластическая форма в виде «паруса» весом 2 000 тонн на 10 м² опоры с площадью (в плане) 450 м² способна выдержать ураганные ветровые нагрузки. Автор нашёл уникальное решение, которое инженеры, обдувавшие модель в аэродинамической трубе, оценили как «самолётное крыло наоборот»: сила разрежения, возникающая под Парусом при ураганном ветре, «прижимает форму к земле». Памятник «спокойно» выдерживает штормы в Азовском море и Керченском проливе, на берегу которого расположен.
- В г. Москве Л. В. Тазьба создал: памятник Н. А. Семашко на Б. Пироговской ул. (1969 г.).
- Мемориальные доски выдающимся артистам: Н. Д. Мордвинову (на Новослободской ул.) и Н. П. Охлопкову на театре им. В. Маяковского и многие другие.
- Памятники погибшим воинам, установленные в Киргизии (листовой металл, высота 4 м — село Кара-колл и в Ленинауле — высота 10 м), награждён бронзовой медалью ВДНХ (70-е г.г.).
- Бронзовый памятник М. Ю. Лермонтову в г.Железноводск пользуется любовью жителей города и гостей (1986 г.).
- Проект памятника для города Йошкар-Ола в честь Воссоединения Марий Эл с Россией (1985—1989 г.г.). Проект пользуется признанием у творческой общественности.